# Coronanthera grandis
Coronanthera grandis är en tvåhjärtbladig växtart som beskrevs av Margaret Clark Gillett. Coronanthera grandis ingår i släktet Coronanthera och familjen Gesneriaceae. Inga underarter finns listade i Catalogue of Life.